# Mecha
Um mecha (メカ, meka, abreviatura de mechanical, inglês para mecânico) é um robô gigante (geralmente bípede) controlado ou não por um piloto ou controlador, comuns em algumas obras de ficção científica, mangá e anime. Um mecha geralmente é uma máquina de guerra ou combate com pernas, cujos principais oponentes são monstros gigantes ou outros mechas. Geralmente são construídos em formato antropomórfico (de ser humano) ou de animais.
Existem diferentes sub-gêneros, com diferentes conotações de realismo. O conceito de super-robô e robô realístico são dois exemplos encontrados em animes japoneses.

## Histórico
O romance  Steam Man of the Prairiesis (1868) de Edward S. Ellis, apresentava um homem mecânico movido a vapor e pilotado de costas.O romance La Maison à vapeur (1880) de Júlio Verne apresentou um, elefante pilotado mecânico movido a vapor. Uma das primeiras aparições de tais máquinas na literatura moderna são os tripods no romance The War of the Worlds (1897), de H. G. Wells, na qual os marcianos pilotam naves trípedes. O romance não contém uma descrição totalmente detalhada do modo de locomoção dos tripod  (ou "fighting machine", como são conhecidos no romance), no entanto, sugere-se: "Você pode imaginar um banquinho de ordenha inclinado e rolado violentamente ao longo do solo? Essa foi a impressão que aqueles flashes instantâneos deram. Mas em vez de um banquinho de ordenha, imagine um grande corpo de máquinas em um tripé.
Um dos primeiros usos de máquinas semelhantes a mechas fora do Japão é encontrado em "The Invisible Empire", um arco de história da série de quadrinhos Federal Men de Jerry Siegel e Joe Shuster (serializado em 1936 em New Comics nº 8-10). Outros exemplos incluem o quadrinho mexicano Invictus Leonel Guillermo Prieto e Victaleno León, do quadrinho brasileiro Audaz, o demolidor, de Álvaro "Aruom" Moura e Messias de Mello (1938-1949), inspirado em Invictus, criado para o suplemento A Gazetinha do jornal A Gazeta.
O traje de batalha de Kimball Kinnison no romance Galactic Patrol (1950) da série literária space opera Lensman de E. E. Smith, o filme de animação francês Le Roi et l'Oiseau (lançado pela primeira vez em 1952) e o waldo de Robert Heinlein em seu conto "Waldo" (1942). O romance Starship Troopers de Robert A. Heinlein mostra soldados das "infantaria móvel" usando exoesqueletos.
O conceito dos mechas está intimamente relacionado ao de exoesqueletos na ficção científica, que seriam estruturas vestidas por uma pessoa capazes de ampliar seus movimentos ou conferi-la mais força. A diferença é que um exoesqueleto é "vestido" pelo piloto (em volta do corpo e imitando seus movimentos), enquanto um mecha é pilotado por controles ou mentalmente.
O profissional responsável por criar a arte conceitual dos mechas é chamado de designer de mecha.

## O gêneromechade anime
No contexto do anime, também se chama de mecha às produções em que mechas e seus pilotos são os principais personagens. Esse gênero também se tornou popular em séries de ficção científica japonesa, conhecidas como tokusatsu, e levou a produção de grandes linhas de brinquedos inspirados nos mechas.
Há uma grande variedade de histórias sobre mecha abrangendo vários gêneros e estilos. Características comuns do gênero são o combate ao mal e os pilotos de idade adolescente.
Ōgon Bat, um kamishibai que estreou em 1931 (mais tarde adaptado para um anime em 1967), apresentava o primeiro robô humanoide gigante pilotado,Grande Tanque Humano (Dai Ningen Tanku, [大 人間 タ ン ク] Erro: {{japonês}}: texto da transliteração contém caractere não latino (pos 1) (ajuda)), mas como um inimigo ao invés de um protagonista. Em 1934, Gajo Sakamoto lança Tank Tankuro (タ ン ク タ ン ク ロ ー) sobre uma criatura de metal que se torna uma maquina de batalha. O primeiro robô humanoide gigante pilotado pelo protagonista apareceu no mangá Androide de energia atômica (原子 力 人造 人間,, Genshiryoku Jinzō Ningen) em 1948.
O gênero iniciou-se com o mangá Tetsujin 28-go de Mitsuteru Yokoyama em 1956, um robô controlado remotamente que foi animado em 1963.  O mangá e anime Astro Boy, lançado em 1952, com seu protagonista robô humanoide, foi uma influência chave no desenvolvimento do gênero robô gigante no Japão.

Mais sobre o texto original O primeiro mecha pilotado por um usuário de dentro de um cockpit foi introduzido no mangá e anime de Mazinger Z por Go Nagai, publicado pela primeira vez em 1972. De acordo com Go Nagai:
| “ | Eu queria criar algo diferente, e eu pensei que seria interessante ter um robô que você poderia dirigir, como um carro. | ” |

Mazinger Z mostrava os primeiros robôs gigantes que foram "pilotados por meio de um pequeno carro voador e um centro de comando que encaixado dentro da cabeça."  Ele também foi um pioneiro em brinquedos de metal die-cast, como a série Chogokin no Japão e nos Shogun Warriors nos Estados Unidos, que eram (e ainda são) muito populares com crianças e colecionadores.  Posteriormente, Nagai introduziu o conceito de gattai ("combinação"), onde vários módulos se encaixam para formar um super robô, com Getter Robot (estreia em 1974). Considera-se que popularidade dos mecha, no entanto, começou com o surgimento da série Gundam em 1979, que deu origem a vários programas e séries animadas. A partir de Gundam surgem os Real Robots, em oposição aos anteriores, conhecidos como "Super Robots".
Um mecha de transformação pode se transformar entre um veículo padrão (como um avião de combate ou caminhão de transporte) e um robô mecha de combate. Este conceito de transformar mecha foi lançado pelo designer de mecha japonês Shōji Kawamori no início dos anos 1980, quando ele criou a linha de brinquedos Diaclone em 1980 e, em seguida, a franquia de anime Macross em 1982. Na América do Norte, a franquia Macross foi adaptada para a franquia Robotech em 1985 e, em seguida, a linha de brinquedos Diaclone foi adaptada para a franquia Transformers em 1986. Alguns dos designs de mecha transformadores mais icônicos de Kawamori incluem o Valkyrie VF-1 das franquias Macross e Robotech, e Optimus Prime (chamado Convoy no Japão) das franquias  Transformers e Diaclone.
Algumas séries de mecha tornaram-se bastante populares por todo o mundo, como Super Sentai.
Nem todos os mechas precisam ser completamente mecânicos. Alguns têm componentes biológicos interagindo com seus pilotos, e alguns são parcialmente biológicos, tais como Neon Genesis Evangelion, Eureka Seven, e Zoids.

## Jogos eletrônicos
Vários jogos eletrônicos contam com a presença dos mechas. Considera-se que mechas sejam populares no âmbito dos jogos devido a suas características de força e poder. Alguns jogos de tabuleiro, como Battletech, também giram em torno do universo dos mechas.
Alguns dos principais jogos eletrônicos que incluem mechas são Armored Core, Earthsiege, Macross, MechAssault, MechWarrior, MechCommander e Overwatch, Steel Battalion, Titanfall e Zone of the Enders. Os jogos de RPG Xenogears, e os jogos das séries Front Mission, Super Robot Wars e Xenosaga têm em suas histórias os mechas, fazendo com que estes jogos lembrem um pouco os animes.

## Filmes
Alguns filmes, geralmente versões em longa-metragem de animes do gênero, lidam com mechas em sua história e os têm como personagens.
Os mechas também são citados em A.I. - Inteligência Artificial, um filme de Steven Spielberg, embora em outro contexto: a palavra mecha é usada para descrever androides, em oposição a seres orgânicos (orga).

## Mechas específicos na mídia

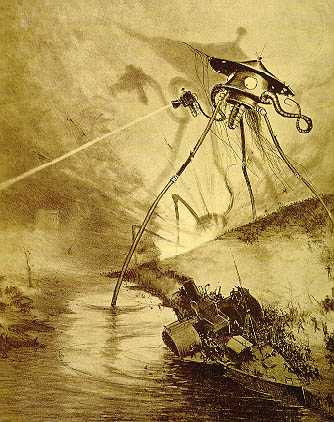
Tripod de The War of the Worlds.

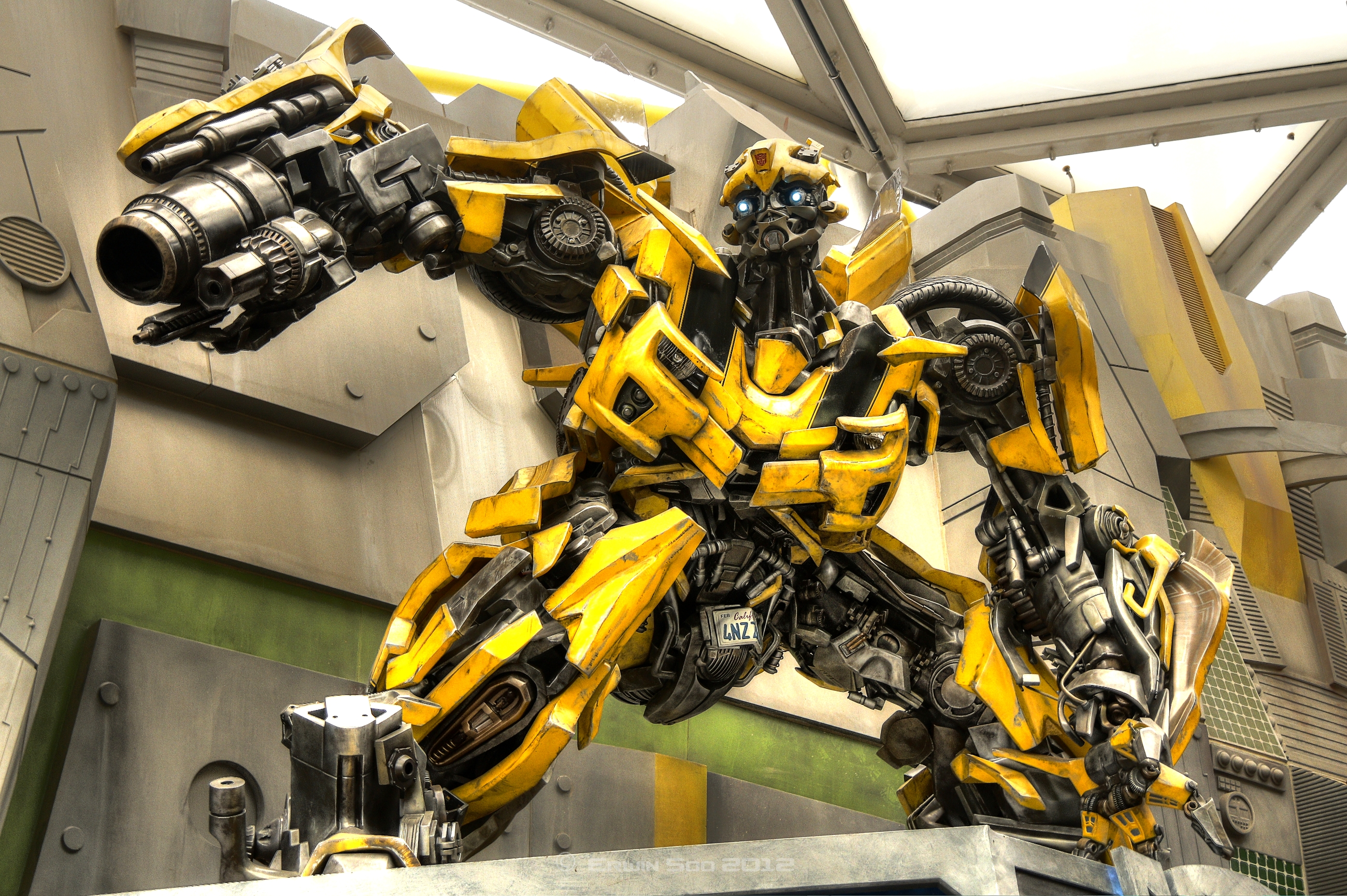
Bumblebee de Transformers.

- APU (Armored Personal Unit) - Matrix (filmes)
- Autobots e Decepticons (robôs autômatos e inteligentes) - Transformers, franquia de brinquedos, histórias em quadrinhos, filmes e desenhos inspirada na linha Diaclone da Takara[24]
- AMP Suit (Amplified Mobility Platform) - Avatar
- Battroid - Macross (anime)
- Battle Fever Robo - Battle Fever J
- DaiDenzin - Denshi Sentai Denziman
- Sun Vulcan Robo - Taiyou Sentai Sun Vulcan
- Goggle Robo - Dai Sentai Goggle V
- Dyna Robo - Kagaku Sentai Dynaman
- Bio Robo - Choudenshi Bioman
- Change Robo - Dengeki Sentai Changeman
- Flash King e Titan Boy - Choushinsei Flashman
- Great Five e Galaxy Robo - Hikari Sentai Maskman
- Turborobo e Turbo Rugger - Kousoku Sentai Turboranger
- Fiverobo e Star Five - Chikyuu Sentai Fiveman
- Jet Icarus, Jet Garuda e Tetraboy - Choujin Sentai Jetman
- Daizyujin e Dragon Caesar - Kyoryu Sentai Zyuranger
- Dairen'o(Mythical Chi Warrior RyuseiOh) e Mythical Chi Warrior Won Tiger - Gosei Sentai Dairanger
- Muteki Shogun, Kakure Shogun e Samuraiman - Ninja Sentai Kakuranger
- Ohranger Robo, OhBlocker, Red Puncher, Tackle Boy e King Pyramider - Chouriki Sentai Ohranger
- RV Robo, VRV Robo e Sirender - Gekisou Sentai Carranger
- Galaxy Mega, Mega Voyager, Mega Winger e Delta Mega - Denji Sentai Megaranger
- Gingaioh, BullTaurus(Heavy Knight), GigaRhinos e GigaPhoenix - Seijuu Sentai Gingaman
- Victory Robo, LinerBoy, Grand Liner, Victory Mars e Max Victory Robo Sigma Project - Kyukyu Sentai GoGoV
- TimeRobo, Time Shadow, V-Rex Robo e Providus - Mirai Sentai Timeranger
- GaoKing, GaoHunter, GaoGod e GaoIcarus - Hyakujuu Sentai Gaoranger
- Knightmare Frame - Code Geass
- Karakuri Giant Senpuujin, Karakuri Giant Gouraijin e Karakuri Giant Tenkuujin - Ninpuu Sentai Hurricaneger
- AbarenOh, KillerOh e MaxRyuuOh - Bakuryuu Sentai Abaranger
- Dekaranger Robo, DekaWing Robo, DekaBike Robo e DekaBase Robo - Tokusou Sentai Dekaranger
- MagiKing, Magical IronMan Travelion, MagiLegend e Supreme Ruler of Darkness WolKaiser - Mahou Sentai Magiranger
- DaiBouken, DaiTanken, SirenBuilder e DaiVoyager - Gogo Sentai Boukenger
- Beast-Fist Giant GekiTohja, Beast-Fist Giant God SaiDaiOh e Herculean Giant GekiFire - Juuken Sentai Gekiranger
- Engine-O, GunBaru-O, Seikuu-O, Kyoretsu-O e Armored Wheel GoRoader GT - Engine Sentai Go-Onger
- ShinkenOh, DaiKaiOh, MouGyuuDaiOh e Daigoyou - Samurai Sentai Shinkenger
- Gosei Great, Gosei Ground, Datas Hyper, Gosei Wonder, Gosei Ultimate - Tensou Sentai Goseiger
- Go-BusterOh(CB-01 Go-Buster Ace), Buster Heracles e Vaglass Megazords - Tokumei Sentai Go-Busters
- Kyoryuzin, Pteraiden-Oh, SpinoDaiOh, PlezuOh e BuragiOh - Zyuden Sentai Kyoryuger
- Itasha Robo - Hikounin Sentai Akibaranger
- Itasha Robo e Itasha Boy(mini mecha) - Hikounin Sentai Akibaranger Season 2
- Contract Beasts - Kamen Rider Ryuki
- SB-555V Auto Vajin, SB-913V Side Basshar - Kamen Rider 555
- Power Dizzer - Kamen Rider Fourze
- WizarDragon, Chimera e PlaMonsters (Mini Mecha) - Kamen Rider Wizard
- Zord e Megazord - Power Rangers
- Crise Suit - Warhammer 40000
- Evangelion (espécie de mecha Biomecâmico) - Evangelion (anime, mangá)
- Exos - Killzone 3
- Full Metal Panic!
- Goliath - Starcraft
- Gurren Lagann - Tengen Toppa Gurren Lagann
- Ceres, Rayearth, Windam, FTO, Regalia, Coalescência Rayearth- Guerreiras Mágicas de Rayearth (anime, mangá, jogo eletrônico)
- Gravion - Choujuushin Gravion
- Infinite Stratos
- Daileon - Jaspion
- Gigante de Ferro (Robô Autônomo) - The Iron Giant
- Jiraishin - Jiraya
- Kbot- Total Annihilation
- Knightmare Frame - Code Geass
- Magitek (Magic-Based) Armor - Final Fantasy
- Mech - universo Mechwarrior (RPG, videogames, etc)
- MechQuest -  RPG eletrônico de mechas no ano de 3008-3009
- Mobile suit - Gundam
- Labor - Patlabor, the Mobile Police
- Mobile Infantary - Starship Troopers
- Grand Bus - Sharivan
- Shoutmon X3/X4/X4B/X5/X5B/X6/X7 - Digimon Xros Wars
- Solid Armor - Detonator Orgun
- Thor - Starcraft 2
- Deffender - Spielvan
- Veritech - Macross
- Mechagodzilla - Godzilla
- Sym-Bionic Titan
- Jaeger - Pacific Rim
- Voltron: O Defensor do Universo
- ED-209 de RoboCop
- Os veículos AT-AT e AT-ST de Star Wars
- Strelizia - Darling in the Franxx

## Aplicações reais

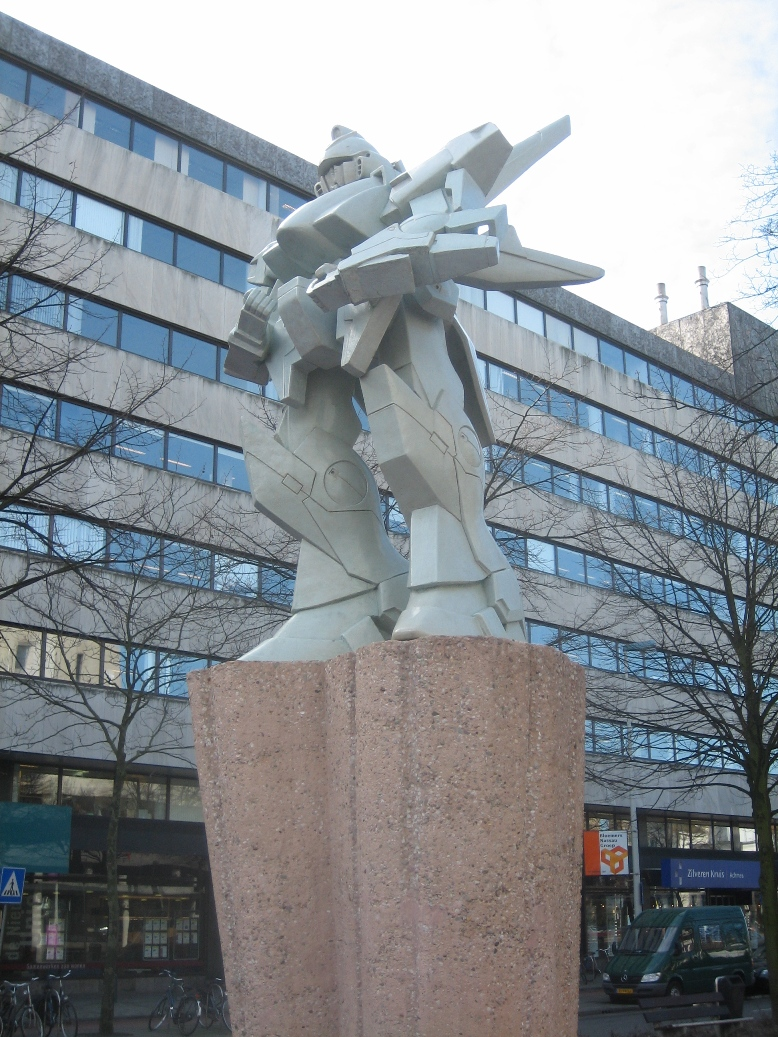
Estátua na cidade de Rotterdam

Apenas recentemente começamos a criar robôs com pernas com mobilidade razoável, e mesmo assim ainda se está muito longe para uma mobilidade equiparável a humana. Portanto, poucos testes sérios foram feitos no sentido de se criar um mecha real, e todos eles lentos ou desajeitados demais para uma aplicação prática eficiente. Portanto apenas a imaginação e suposições podem explicar se mechas são possíveis, em questão de vantagens e ao custo de uso.
Muitas pessoas acreditam que não, pois sempre haverá veículos mais específicos que serão mais baratos e executarão o trabalho igual ou melhor, como por exemplo mechas militares contra tanques e helicópteros, ou mechas de construção contra guindastes.
Porém, deve-se considerar as vantagens da mobilidade de um ser humano (ou uma aranha) contra a mobilidade de veículos de rodas. Um veículo terrestre com pernas certamente alcançaria áreas intransponíveis para outros veículos terrestres. Com isso permitiria a locomoção em áreas de difícil acesso a tanques, ou um movimento mais fácil na superfície pedregosa de Marte, por exemplo.
Além disso, a robótica já beneficia inúmeras áreas com o uso de braços mecânicos, e seu uso na área de construção permitiria um transporte e posicionamento de estruturas melhores do que a de um guindaste. Tudo isso dependerá apenas de pesquisas futuras na área da robótica, barateamento de custos (materiais, componentes robóticos, etc), de pesquisas e testes quanto a viabilidade de um veículo com pernas. Atualmente há diversos veículos de pernas, ou braços, na maioria protótipos, que já possuem aplicações práticas:
- T-52 Enryu: Nome traduzido "Dragão de resgate", é um veículo robótico devenvolvido por Tmsuk. O veículo possui dois braços que copiam os movimentos dos braços do controlador. Seu propósito é abrir caminho de detritos para equipe de socorro.
- Walking Harvester: Veículo criado pela Timberjack, subsidiária de John Deere. É um veículo cortador de lenha com seis pernas, construído para acessar terrenos em floresta intransponíveis a veículos de rodas ou esteiras.
- Walking Truck: veículo quadrúpede criado pela General Electric em 1968 para o exército americano.
- Kuratas: veículo mecha comercializado pela Suidobashi Heavy Industry para entretenimento e mobilidade de baixa velocidade, com braços mobilizados e "armas" customizáveis.

Além disso, há diversos robôs atualmente que efetivamente usam pernas para se locomover. Apesar de não serem considerados "mechas", mostram a que nível está a viabilidade de se construir veículos locomovidos com pernas:
- BigDog: robô quadrúpede criado pela Boston Dynamics para carregar objetos da mesma forma que uma mula de carga. Promovido como o "robô mais avançado para terrenos difíceis da terra", ele atualmente chega a uma velocidade de 6.4 km/h, carrega até 150 kg, e escala terrenos difíceis de até 35 graus. Projeto foi fundado pela DARPA para criar robôs-mulas de carga para acompanhar soldados em terrenos difíceis e possui como colaboradoras entidades como a NASA e Universidade de Harvard.
- Diversos robôs bípedes, como QRIO e ASIMO, são capazes de andar com dois pernas. O modelo atual ASIMO (2005) é capaz de até correr a 6 km/h reto e 5 km/h circulando (em um terreno plano).